# 9023 Mnesthus
9023 Mnesthus è un asteroide troiano di Giove del campo troiano. Scoperto nel 1988, presenta un'orbita caratterizzata da un semiasse maggiore pari a 5,2278038 UA e da un'eccentricità di 0,0637509, inclinata di 23,91459° rispetto all'eclittica.
L'asteroide è dedicato a Mnesteo, uno dei luogotenenti di Enea.